# Wild West Story
Wild West Story är en svensk film från 1964, i regi av Börje Nyberg.

## Om filmen
- Vissa av exteriörerscenerna filmades i Jugoslavien.
- Dansscenerna i filmen utfördes av Eva Deckner, Sonja Karlsson, Desirée Edlund, Pia Hammarbäck och Chris Skilton med koreografi av John Ivar Deckner.
- Filmen hade premiär 15 februari 1964 på biografen Astoria i Stockholm

## Rollista (i urval)
- Carl-Gustaf Lindstedt - Lucky Anderson, Sheriff
- Lena Granhagen - Dolly
- Gerald Mohr - Joe Gonzales, banditledare
- Harry Harris - Stinky, bandit
- Maude Adelson - Beatrice
- John Norrman - Old Joe
- Nils Hallberg - frisör
- Barbara Nyberg - Lottie, Old Joes dotterdotter
- Carli Tornehave - Charlie, sångare
- Ingvar Kjellson -  domare
- Nils Eklund - Jonas
- Ulf Johanson - Doodle, varietéägare
- Eric Stolpe - Fatty, bandit
- Torsten Wahlund - Buck, bandit
- Gregor Dahlman - Rufus, bandit
- Carl-Olof Alm - Pete, bandit
- Ragnar Sörman - borgmästare
- Sten Ardenstam - barägare
- Sonja Lund - can-canflicka

## Filmmusik i urval
- Riding Along Alone, kompositör Ann Mari Wiman-Nyberg, text av Robert Brandt, sång Carli Tornehave.